# Brandis
Brandis är en tysk stad i distriktet (Landkreis) Leipzig i förbundslandet Sachsen. Kommunen gränser i väst mot staden Leipzig och Brandis’ centrum ligger cirka 18 km öster om Leipzigs centrum.
Stenarna som användes för Völkerschlachtdenkmal kom från kommunens fyra stenbrott. I staden finns ett större sjukhus.
Ortens kyrka nämns 1121 för första gången i en urkund och 1243 betecknas Brandis för första gången som stad. Ett adelssläkte av regional betydelse byggde ett slott i staden som finns kvar. Sedan 1476 hade stadens borgare tillåtelse att brygga öl. Dessutom inrättades en domstol för mindre brott. Under 1600-talet drabbades staden av flera stadsbränder, pesten och trettioåriga kriget. Under 1800-talet får staden anslut till järnvägsnätet och i kommunen etableras gruvdriften efter brunkol. Flera av stadens medborgare dog som soldater under andra världskriget men själva staden överlämnades utan kamp till amerikanska enheter. Senare blev Brandis en del av den sovjetiska ockupationszonen och sedan Östtyskland. Efter Tysklands återförening blev de folkägda företagen upplösta och nya företag etablerades.
Stadens vänort är sedan 1990 Hohenhameln i Niedersachsen. Dessutom finns ett samarbete med kommunen Freudental i Baden-Württemberg.

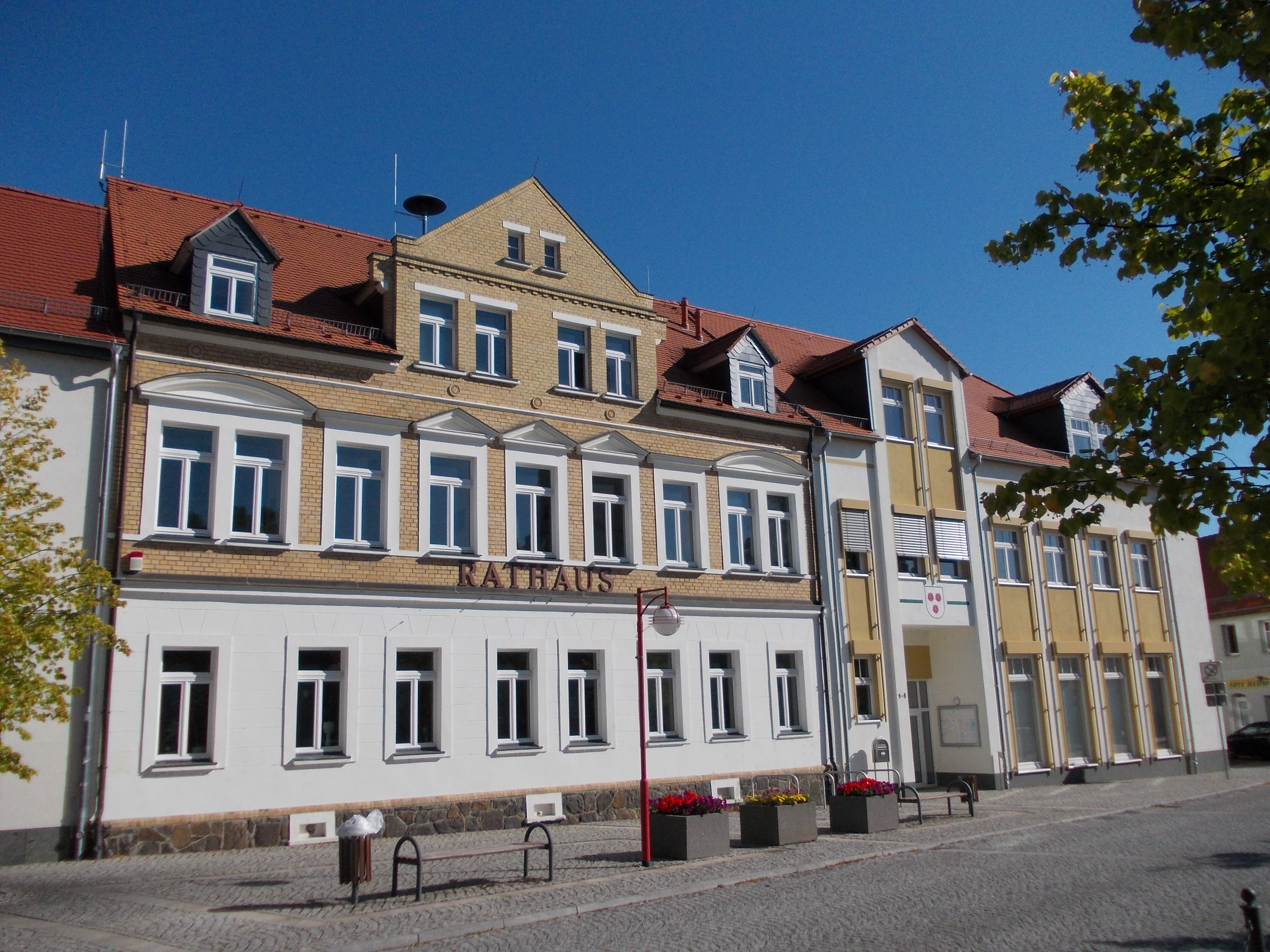
Rådhuset
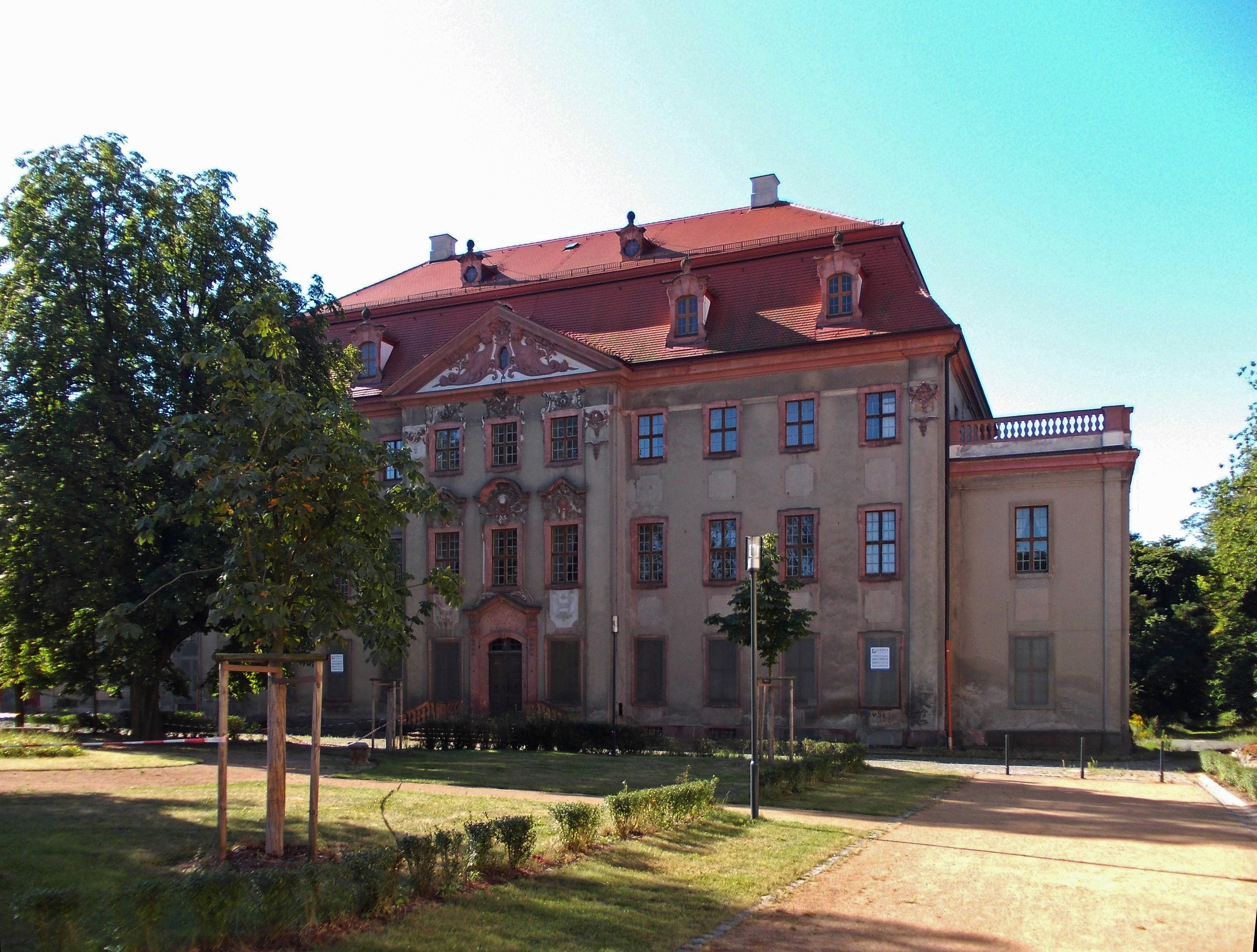
Slottet
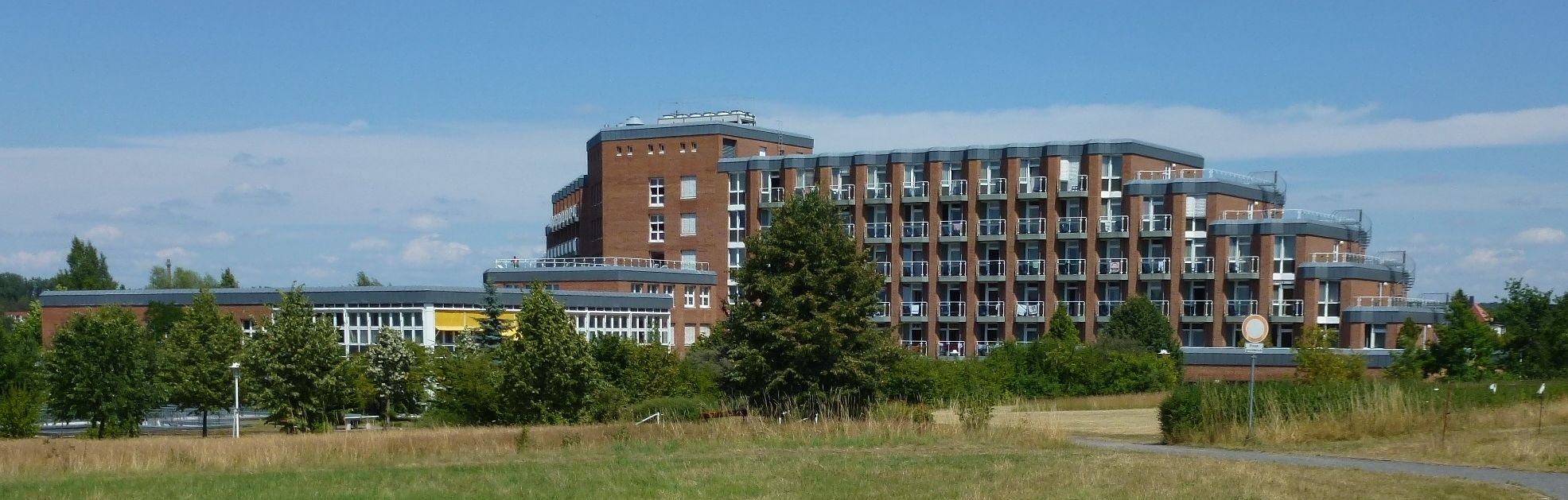
Sjukhuset
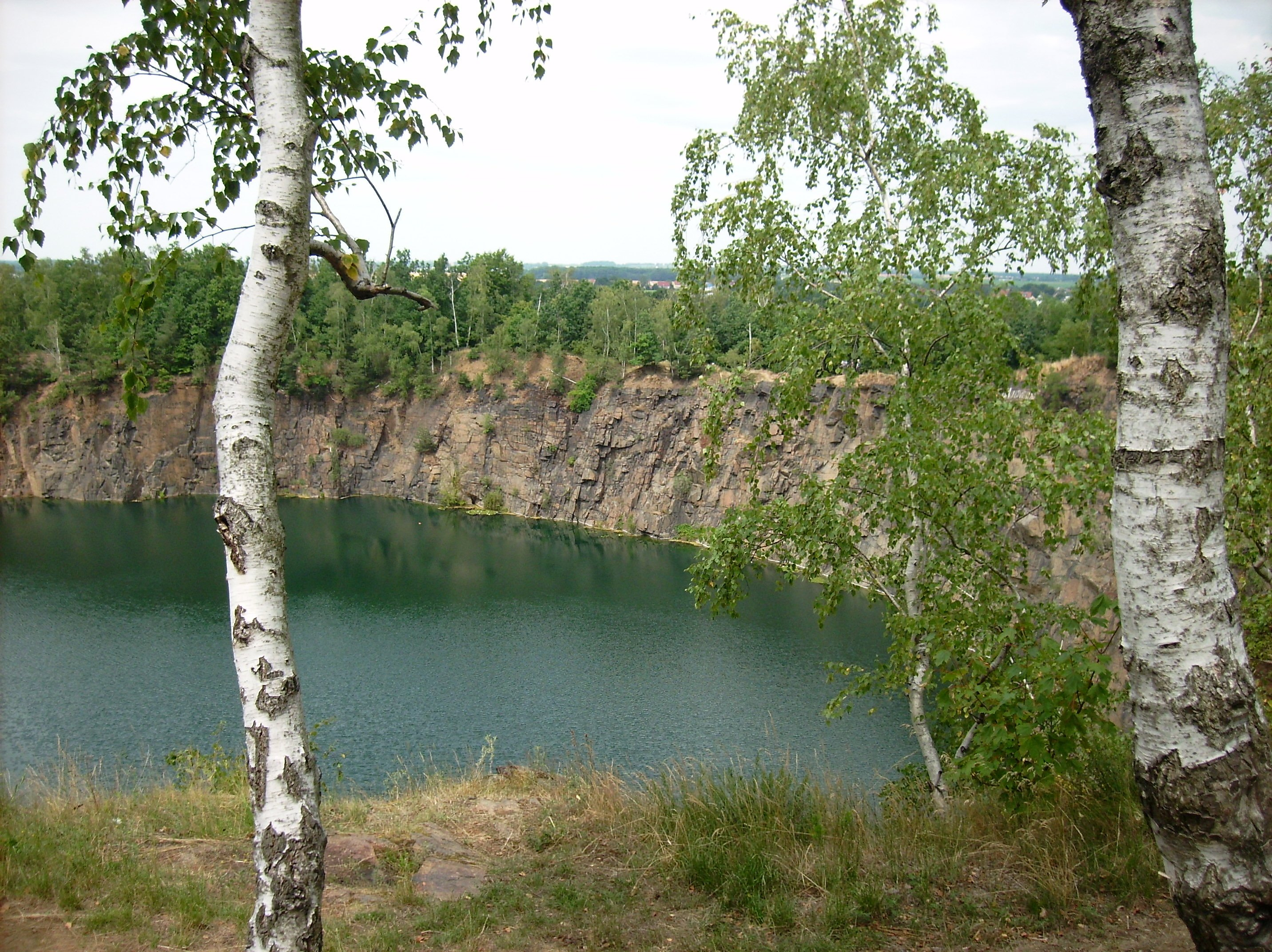
Vattenfylld kolgruva